# Campeonato de Primera División 1913 (Argentina)
La Copa Campeonato 1913 fue el vigésimo tercer torneo de la Primera División del fútbol argentino. Se desarrolló desde el 13 de abril hasta el 28 de diciembre, disputándose en forma paralela con el Campeonato de Primera División 1913 de la FAF.
Para esta temporada, debido al abandono del torneo anterior por parte de cuatro equipos, la Asociación Argentina de Football expandió el número de participantes, incorporando, además del campeón Club Ferro Carril Oeste, a los restantes seis equipos de la División Intermedia, al campeón de la Segunda División, el Club Atlético Banfield, y al equipo del Ferrocarril Gran Sud, que no tenía actividad desde 1911.
Ante la falta de tiempo para desarrollar un torneo de todos contra todos, el formato de la competencia tuvo un cambio importante, ya que se jugó una rueda de clasificación, para luego continuar con una segunda rueda -en la que se acumularon los puntos obtenidos en la primera ronda- con los 11 primeros equipos divididos en dos grupos para definir a los finalistas, mientras los últimos cuatro equipos disputaron una ronda por el descenso.
El campeón fue el Racing Club, que se consagró tras vencer 2–0 a San Isidro en una final disputada en el estadio de Alsina y Colón. De esta manera, alcanzó su primer título, iniciando la histórica serie del heptacampeonato, y logró clasificar a la Copa Ibarguren 1913.

## Ascensos y descensos
| Pos       | Equipos ascendidos   |
| --------- | -------------------- |
| 1.º       | Ferro Carril Oeste   |
| Promovido | Boca Juniors         |
| Promovido | Comercio             |
| Promovido | Estudiantil Porteño  |
| Promovido | Olivos               |
| Promovido | Platense             |
| Promovido | Riachuelo            |
| 1.º/Prom  | Banfield             |
| Afiliado  | Ferrocarril Gran Sud |

| Equipos descendidos en la temporada 1912 |
| ---------------------------------------- |
| No hubo                                  |

De esta forma, el número de equipos participantes aumentó a 15.

## Equipos
| Equipo               | Ciudad               |
| -------------------- | -------------------- |
| Banfield             | Banfield             |
| Belgrano Athletic    | Buenos Aires         |
| Boca Juniors         | Buenos Aires         |
| Comercio             | Buenos Aires         |
| Estudiantes          | Buenos Aires         |
| Estudiantil Porteño  | Buenos Aires         |
| Ferro Carril Oeste   | Buenos Aires         |
| Ferrocarril Gran Sud | Remedios de Escalada |
| Olivos               | Olivos               |
| Platense             | Buenos Aires         |
| Quilmes              | Quilmes              |
| Racing Club          | Avellaneda           |
| Riachuelo            | Buenos Aires         |
| River Plate          | Buenos Aires         |
| San Isidro           | San Isidro           |

## Primera ronda

### Tabla de posiciones final
| Pos | Equipo               | Pts | PJ | G  | E | P  | GF | GC | Dif |
| --- | -------------------- | --- | -- | -- | - | -- | -- | -- | --- |
| 1º  | Racing Club          | 24  | 14 | 12 | 0 | 2  | 41 | 5  | 36  |
| 2º  | San Isidro           | 24  | 14 | 11 | 2 | 1  | 44 | 8  | 36  |
| 3º  | River Plate          | 24  | 14 | 10 | 4 | 0  | 30 | 7  | 23  |
| 4º  | Belgrano Athletic    | 18  | 14 | 8  | 2 | 4  | 34 | 16 | 18  |
| 5º  | Boca Juniors         | 18  | 14 | 8  | 2 | 4  | 29 | 16 | 13  |
| 6º  | Platense             | 18  | 14 | 8  | 2 | 4  | 36 | 25 | 11  |
| 7º  | Quilmes              | 18  | 14 | 8  | 2 | 4  | 29 | 21 | 8   |
| 8º  | Estudiantes (BA)     | 13  | 14 | 6  | 1 | 7  | 26 | 23 | 3   |
| 9º  | Estudiantil Porteño  | 13  | 14 | 5  | 3 | 6  | 32 | 33 | -1  |
| 10º | Banfield             | 13  | 14 | 5  | 3 | 6  | 23 | 31 | -8  |
| 11º | Comercio             | 10  | 14 | 4  | 2 | 8  | 26 | 34 | -8  |
| 12º | Ferro Carril Oeste   | 6   | 14 | 1  | 4 | 9  | 16 | 31 | -15 |
| 13º | Ferrocarril Gran Sud | 4   | 14 | 1  | 2 | 11 | 17 | 51 | -34 |
| 14º | Olivos               | 4   | 14 | 1  | 2 | 11 | 10 | 49 | -39 |
| 15º | Riachuelo            | 3   | 14 | 0  | 3 | 11 | 8  | 51 | -43 |

|  |                                          |
|  | Clasificado al Grupo A por el campeonato |
|  | Clasificado al Grupo B por el campeonato |
|  | Relegado al Grupo C por el descenso      |

## Segunda ronda

### Por el campeonato

#### Tabla de posiciones final del Grupo A
| Pos | Equipo            | Pts | PJ | G  | E | P | GF | GC | Dif |
| --- | ----------------- | --- | -- | -- | - | - | -- | -- | --- |
| 1º  | Racing Club       | 31  | 18 | 15 | 1 | 2 | 47 | 6  | 41  |
| 1º  | River Plate       | 31  | 18 | 13 | 5 | 0 | 36 | 9  | 27  |
| 3º  | Platense          | 21  | 18 | 9  | 3 | 6 | 38 | 32 | 6   |
| 4º  | Belgrano Athletic | 18  | 18 | 8  | 2 | 8 | 34 | 16 | 18  |
| 5º  | Banfield          | 16  | 18 | 6  | 4 | 8 | 24 | 36 | -12 |

|  |                             |
|  | Definieron el primer puesto |

| Desempate del primer puesto | Desempate del primer puesto | Desempate del primer puesto | Desempate del primer puesto | Desempate del primer puesto | Desempate del primer puesto |
| Equipo 1                    | Resultado                   | Equipo 2                    | Estadio                     | Fecha                       |                             |
| --------------------------- | --------------------------- | --------------------------- | --------------------------- | --------------------------- | --------------------------- |
| Racing Club                 | 3 - 0                       | River Plate                 | Estudiantes (BA)            | 21 de diciembre             |                             |

#### Tabla de posiciones final del Grupo B
| Pos | Equipo              | Pts | PJ | G  | E | P  | GF | GC | Dif |
| --- | ------------------- | --- | -- | -- | - | -- | -- | -- | --- |
| 1º  | San Isidro          | 32  | 19 | 14 | 4 | 1  | 53 | 13 | 40  |
| 2º  | Boca Juniors        | 27  | 19 | 12 | 3 | 4  | 35 | 19 | 16  |
| 3º  | Quilmes             | 18  | 19 | 8  | 2 | 9  | 29 | 21 | 8   |
| 4º  | Estudiantes (BA)    | 17  | 19 | 7  | 3 | 9  | 32 | 32 | 0   |
| 5º  | Estudiantil Porteño | 17  | 19 | 7  | 3 | 9  | 43 | 44 | -1  |
| 6º  | Comercio            | 15  | 19 | 6  | 3 | 10 | 30 | 42 | -12 |

|  |                        |
|  | Clasificado a la final |

### Por el descenso

#### Tabla de posiciones final del Grupo C
| Pos | Equipo               | Pts | PJ | G | E | P  | GF | GC | Dif |
| --- | -------------------- | --- | -- | - | - | -- | -- | -- | --- |
| 1º  | Ferro Carril Oeste   | 9   | 17 | 2 | 5 | 10 | 22 | 36 | -14 |
| 2º  | Ferrocarril Gran Sud | 8   | 17 | 3 | 2 | 12 | 19 | 54 | -35 |
| 3º  | Olivos               | 7   | 17 | 2 | 3 | 12 | 15 | 51 | -36 |
| 4º  | Riachuelo            | 5   | 17 | 1 | 3 | 13 | 16 | 62 | -46 |

|  |            |
|  | Descendido |

## Final por el título
| Desempate del primer puesto | Desempate del primer puesto | Desempate del primer puesto | Desempate del primer puesto | Desempate del primer puesto | Desempate del primer puesto |
| Equipo 1                    | Resultado                   | Equipo 1                    | Estadio                     | Fecha                       |                             |
| --------------------------- | --------------------------- | --------------------------- | --------------------------- | --------------------------- | --------------------------- |
| Racing Club                 | 2 - 0                       | San Isidro                  | Racing Club                 | 28 de diciembre             |                             |

## Descensos y ascensos
Con el descenso a Intermedia de Olivos y Riachuelo, y el único ascenso de Huracán, para el campeonato de 1914 el número de participantes se redujo a 14 equipos.

## Copas nacionales
- Copa Ibarguren: Racing Club

- Copa de Honor Municipalidad de Buenos Aires: Racing Club (2.º título)

- Copa de Competencia Jockey Club: San Isidro (3.er título)

- Copa de Competencia La Nación: Rosario Central.